# Sex o no sex
Sex o no sex es una película cómica española estrenada en 1974, escrita y dirigida por Julio Diamante y protagonizada por José Sacristán, Carmen Sevilla y Antonio Ferrandis.

## Sinopsis
Paco Jiménez es un oficinista apocado y sexualmente reprimido que un día descubre que está rodeado de imágenes y estímulos potencialmente eróticos,  que empiezan a cumplir su cometido. Su primeros pasos para recuperar la sexualidad perdida es convertirse en voyeur y exhibicionista. Su voluntad de dejarse arrastrar por la espiral de erotismo que le invade parecer no tener fin. Incluso tras un matrimonio más o menos obligado, junto a su mujer empieza a llevar a cabo todo tipo de fantasías sexuales.

## Reparto
- Carmen Sevilla como Angélica
- José Sacristán como Paco Jiménez 'Don Paco'
- Antonio Ferrandis como Director
- José Vivó como Psicoanalista
- Ágata Lys como Chica sexy
- Lola Gaos como Tía de Angélica
- Carmen Martínez Sierra como Dama solitaria y confiada
- Sergio Mendizábal	como Revisor
- Margarita Calahorra como Labradora salida
- Montserrat Julió como	Madre de Paco
- Jaime de Mora y Aragón como Tomás 'el Muestras'